# Rivas Ecópolis
El Baloncesto Rivas CDE, o Rivas Ecópolis Basket, és un club de basket femení. Vesteix de vermell, i juga a la Lliga Femenina, en el Poliesportiu Cerro del Telégrafo de Rivas-Vaciamadrid.
Va ser creat l'any 1993 com a secció femenina del CD Covíbar. Posteriorment es va convertir en un club independent, i l'any 2004 va aconseguir l'ascens a la Lliga femenina l'any 2004, tot i que va perdre la categoria el 2005. El 2006 va tornar a pujar a la Lliga femenina, competició en la qual va jugar fins a la temporada 2014-15, on tot i quedar en 7a posició podent mantenir la categoria decideix fer un pas enrere i va baixar a la Lliga Femenina 2, canviant el nom per raons de patrocini a Rivas Promete. Anteriorment, a l'inici de la temporada 2014-15 ja havia renunciat a jugar en l'Eurolliga.

## Palmarès
- 1 Lliga espanyola de bàsquet femenina: 2013/14
- 2 Copa espanyola de bàsquet femenina: 2010/11, 2012/13